# Régi városháza (München)

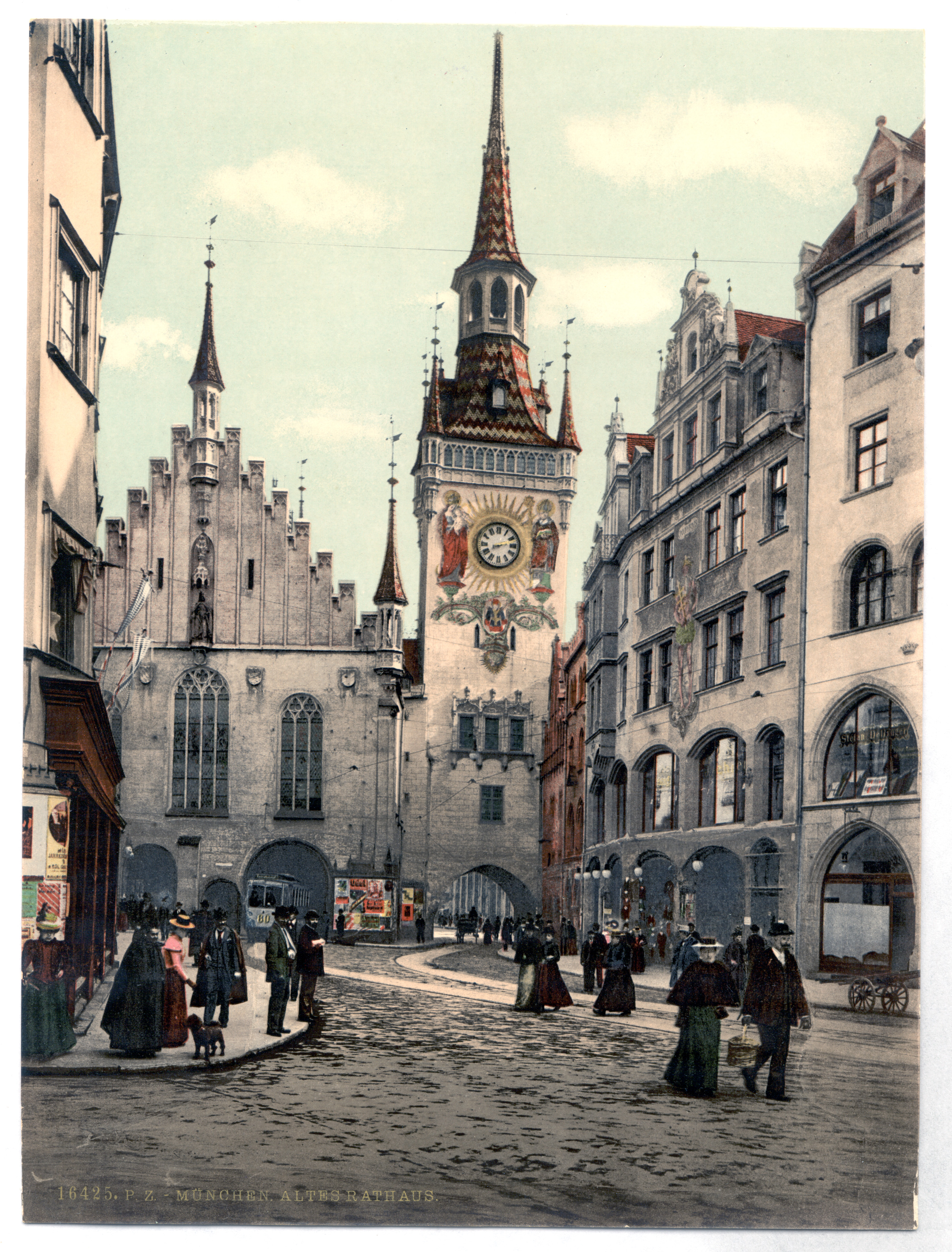
A régi müncheni városháza egy 19. századi képeslapon

München régi városháza a Marienplatz keleti oldalán található. Bár régi, ez nem az első ilyen funkciójú müncheni épület. Az első városháza nem is ezen a helyen állt. Az először 1310-ben megemlített épület nyugatabbra, még a városfal határán kapott helyet, amely akkoriban a piactér (Marienplatz) szélén húzódott. Ezen első városházát már 1392-ben kibővítették egy nagyobb teremmel és a városfal itt található kapuját kiépítették toronynak.
1460-ban azonban az egész épületegyüttes egy villám okozta tűz martalékává vált. Az újjáépítés a dóm építőmesterének, Jörg von Halspachnak a nevéhez fűződik, aki a városházát 1470 és 1480 között építette késő gótikus stílusban. Híres a gótikus táncterem, melynek kupolaboltozatát Hans Wengler 1476-ban építette és ide készítette Erasmus Grasser a 16 mór táncosból álló faszoborsorozatát. Az évszázadok során a kor ízlésének megfelelően gyakran átépítették; A 17. században barokkosították a homlokzatot, amely aztán a 18. században késő reneszánsz külsőt kapott. Miután 1874-ben elkezdték építeni az új városházát, ez az épület már csak reprezentációs célokat szolgált, a földszintet pedig áttörték kapunak.

## Külső hivatkozások
- muenchen.de: Altes Rathaus (németül)
- Restauration des Alten Rathauses (Allgemeine Bauzeitung) auf Anno (Austrian Newspapers Online)